# SASL
Simple Authentication and Security Layer, SASL (укр. Прошарок Простої Автентифікації та Безпеки) — фреймворк для надання послуг автентифікації та безпеки даних в орієнтованих на з'єднання протоколах за допомогою змінних механізмів. SASL надає структурований інтерфейс між протоколами та механізмами, а також протокол для убезпечення вкладеного протоколу в межах прошарку безпеки. Прошарок безпеки даних може забезпечувати цілісність даних, конфіденційність даних, проксі-авторизацію та інші послуги.
Побудова SASL дозволяє:
- новим протоколам — повторно використовувати механізми, що вже існують, без потреби переробки цих механізмів;
- протоколам, що вже існують — використовувати нові механізми без переробки протоколів.

Концептуально SASL є фреймворком, що надає абстрактний прошарок між протоколами і механізмами:
Вважається, що інтерфейси, які надаються цим абстрактним прошарком, дозволяють будь-якому протоколу використовувати будь-який механізм. Хоча цей прошарок й приховує деталі протоколів від механізмів і деталі механізмів від протоколів, проте, реалізації протоколів, в основному, знають про деталі використовуваних механізмів. Це пов'язано з тим, що різні механізми вимагають різної вихідної інформації для виконання своїх функцій: одні з них використовують автентифікацію, основану на паролях, інші використовують квитки Kerberos, сертифікати тощо. Також, для потреб авторизації, реалізації на боці сервера мають реалізувати зв'язок між автентифікаційними сутностями, які, в свою чергу, залежать від протоколу застосунку.
Для використання SASL кожен протокол, крім іншого, надає:
- метод для визначення механізму, який слід застосовувати;
- метод для обміну специфічними для механізму запитами від сервера і відповідями від клієнта;
- метод для перевірки результатів перевірки справжності.

## Історія
В 1997 році Джон Гардинер Майєрс під час роботи в університеті Карнегі-Мелон створив документ RFC 2222, в якому описав специфікації SASL. У 2004 році специфікації RFC 2222 були замінені новими специфікаціями RFC 4422.
Роботи над протоколом SASL відстежуються організацією IETF і, станом на 2010 рік, SASL є запропонованим стандартом.

## Механізми SASL
Назви механізмів SASL представлені у вигляді рядків символів довжиною від 1 до 20 символів, що містять латинські букви в верхньому регістрі, цифри, дефіси і/або знак підкреслення.
SASL визначає наступні стандартні механізми:
| Механізм            | Стан                     | Документ / Автор | Опис |
| ------------------- | ------------------------ | ---------------- | --- |
| KERBEROS_V4         | Застарілий               | RFC 2222         | Kerberos |
| GSSAPI              | Загальний                | RFC 4752         | Механізм автентифікації для Kerberos V5 через GSS-API, який надає прошарок безпеки даних.                                           |
| SKEY                | Застарілий               | RFC 2444         | S/KEY |
| EXTERNAL            | Загальний                | RFC 4422         | Для випадків, коли автентифікація забезпечується неявно контекстом, наприклад, для протоколів, що вже використовують IPsec або TLS. |
| CRAM-MD5            | Обмежений                | RFC 2195         | Проста схема запит-відповідь (Challenge-Response Authentication Mechanism), що ґрунтується на HMAC-MD5.                             |
| ANONYMOUS           | Загальний                | RFC 4505         | Для доступу неавтентифікованих відвідувачів.                                                                                        |
| OTP                 | Загальний                | RFC 2444         | Механізм одноразового паролю One-Time Password, замінив собою застарілий механізм SKEY.                                             |
| GSS-SPNEGO          | Обмежений                | Paul Leach       | |
| PLAIN               | Загальний                | RFC 4616         | Простий механізм передачі паролю відкритим текстом, замінив собою застарілий механізм LOGIN.                                        |
| SECURID             | Загальний                | RFC 2808         | |
| NTLM                | Обмежений                | Paul Leach       | Механізм автентифікації NT LAN Manager.                                                                                             |
| NMAS_LOGIN          | Обмежений                | Mark G. Gayman   | |
| NMAS_AUTHEN         | Обмежений                | Mark G. Gayman   | |
| DIGEST-MD5          | Застарілий               | RFC 6331         | Схема запит-відповідь, сумісна з дайджестом HTTP, що ґрунтується на MD5 і надає прошарок безпеки даних.                             |
| 9798-U-RSA-SHA1-ENC | Загальний                | RFC 3163         | |
| 9798-M-RSA-SHA1-ENC | Загальний                | RFC 3163         | |
| 9798-U-DSA-SHA1     | Загальний                | RFC 3163         | |
| 9798-M-DSA-SHA1     | Загальний                | RFC 3163         | |
| 9798-U-ECDSA-SHA1   | Загальний                | RFC 3163         | |
| 9798-M-ECDSA-SHA1   | Загальний                | RFC 3163         | |
| KERBEROS_V5         | Загальний                | Simon Josefsson  | Kerberos |
| NMAS-SAMBA-AUTH     | Обмежений                | Vince Brimhall   | |
| SCRAM-*             | Загальний                | RFC 5802         | |
| SCRAM-SHA-1         | Загальний                | RFC 5802         | |
| SCRAM-SHA-1-PLUS    | Загальний                | RFC 5802         | |
| GS2-*               | Загальний                | RFC 5801         | Родина механізмів GS2 підтримують довільні механізми GSS-API в SASL.                                                                |
| GS2-KRB5            | Загальний                | RFC 5801         | |
| GS2-KRB5-PLUS       | Загальний                | RFC 5801         | |
| SPNEGO              | Не можна використовувати | RFC 5801         | |
| SPNEGO-PLUS         | Не можна використовувати | RFC 5801         | |
| SAML20              | Загальний                | RFC 6595         | |
| OPENID20            | Загальний                | RFC 6616         | |

IANA вимагає обов'язкову реєстрацію механізмів SASL.
GateKeeper (також GateKeeperPassword) — механізм запит-відповідь, розроблений Microsoft для MSN Chat, проте не зареєстрований в IANA.